# Мельсбах
Мельсбах (нім. Melsbach) — громада в Німеччині, розташована в землі Рейнланд-Пфальц. Входить до складу району Нойвід. Складова частина об'єднання громад Ренгсдорф.
Площа — 2,80 км2. Населення становить 2018 ос. (станом на 31 грудня 2020).

## Галерея

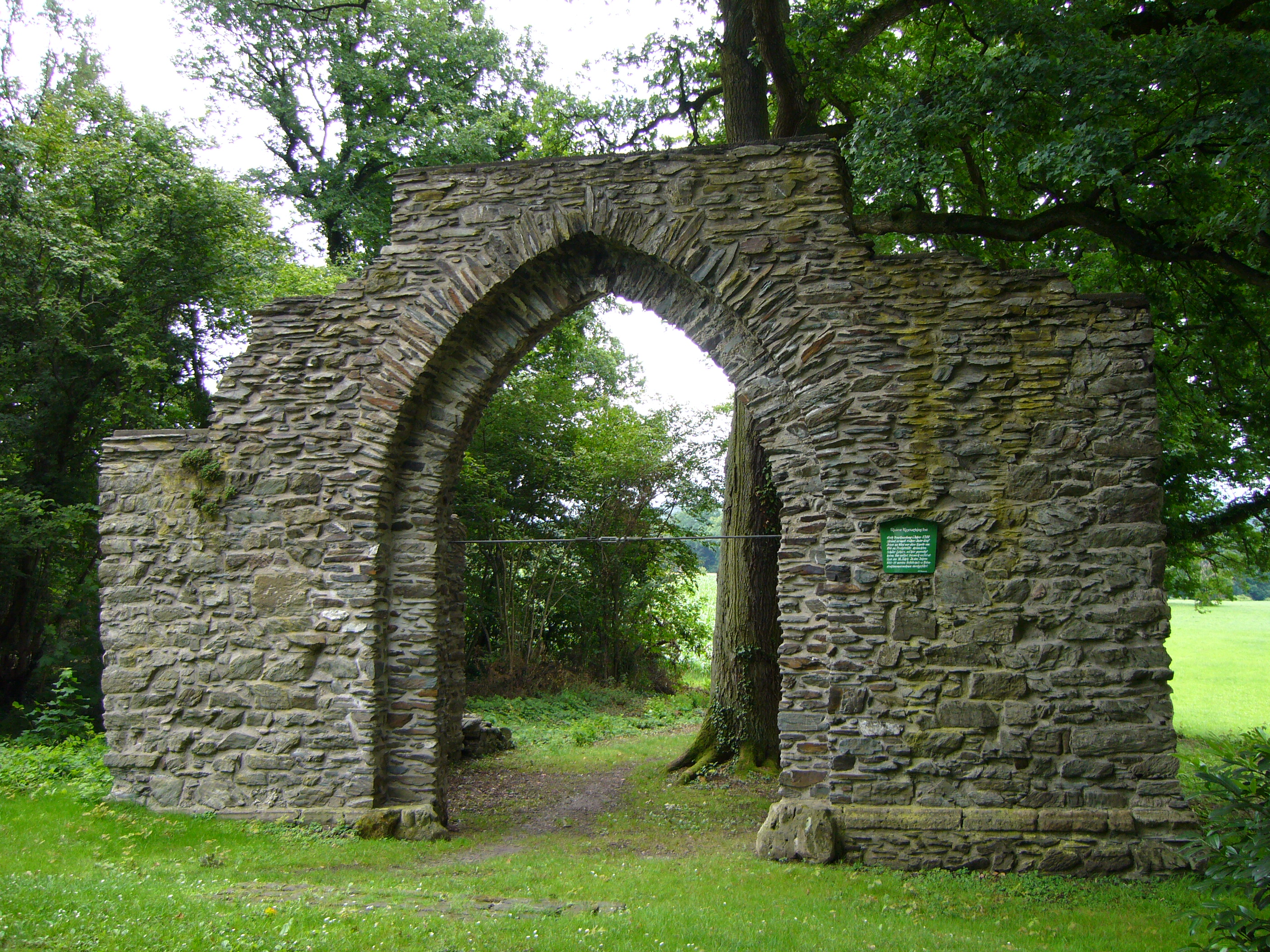
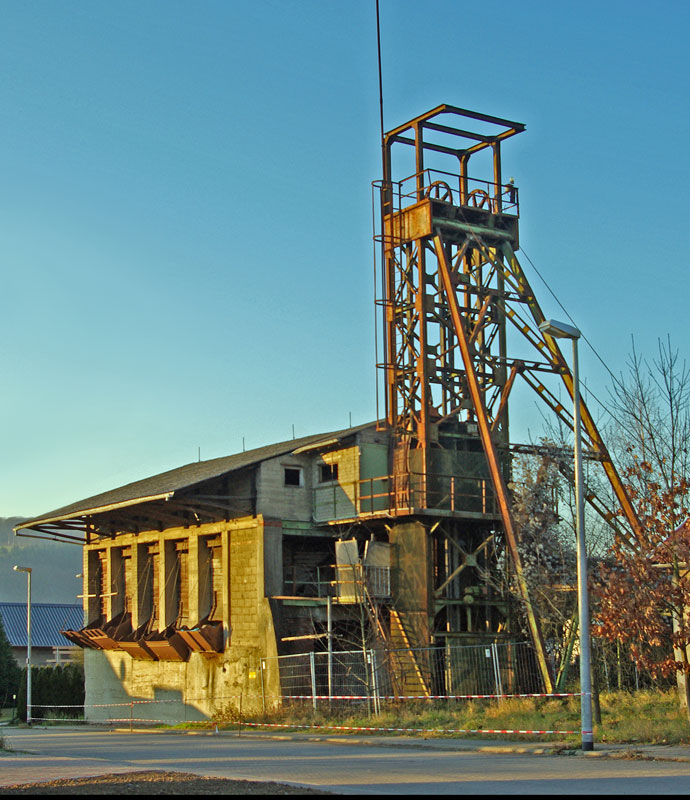